# Jairo Samperio
Jairo Samperio, né le  11 juillet 1993 à Cabezón de la Sal, est un footballeur espagnol qui évolue au poste de milieu de terrain au Mezőkövesd-Zsóry SE.

## Carrière
Né à Cabezón de la Sal, Jairo Samperio commence à jouer au football pour l'équipe de sa ville natale, le Textil Escudo. Il rejoint le Racing Santander en 2006, club avec lequel il joue ses premiers matchs en professionnel dès 2011.
Il est transféré en 2013 au Séville FC. Avec ce club il découvre la Ligue Europa.
Jairo participe à la Coupe du monde des moins de 20 ans 2013 avec l'Espagne. Lors de cette compétition il joue un match face au Ghana.
Le 1er janvier 2018, il signe à Las Palmas un contrat jusqu'à la fin de la saison 2017-2018.

## Statistiques

### En club
| Saison                | Club                  | Championnat           | Championnat | Championnat | Coupe(s) nationale(s) | Coupe(s) nationale(s) | Compétition(s) continentale(s) | Compétition(s) continentale(s) | Compétition(s) continentale(s) | Total | Total |
| Saison                | Club                  | Division              | M.          | B.          | M.                    | B.                    | Comp.                          | M.                             | B.                             | M.    | B.    |
| 2011-2012             | Racing Santander      | Liga                  | 25          | 2           | 2                     | 0                     | -                              | -                              | -                              | 27    | 2     |
| 2012-2013             | Racing Santander      | D2                    | 38          | 10          | 2                     | 0                     | -                              | -                              | -                              | 40    | 10    |
| Sous-total            | Sous-total            | Sous-total            | 63          | 12          | 4                     | 0                     | -                              | -                              | -                              | 67    | 12    |
| 2013-2014             | Séville FC            | Liga                  | 25          | 2           | 2                     | 1                     | C3                             | 9                              | 1                              | 36    | 4     |
| Sous-total            | Sous-total            | Sous-total            | 25          | 2           | 2                     | 1                     | -                              | 9                              | 1                              | 36    | 4     |
| 2014-2015             | FSV Mayence           | Bundesliga            | 22          | 2           | -                     | -                     | -                              | -                              | -                              | 22    | 2     |
| 2015-2016             | FSV Mayence           | Bundesliga            | 31          | 7           | 2                     | 1                     | -                              | -                              | -                              | 33    | 8     |
| 2016-2017             | FSV Mayence           | Bundesliga            | 17          | 2           | 1                     | 0                     | C3                             | 4                              | 0                              | 22    | 2     |
| 2017-2018             | FSV Mayence           | Bundesliga            | 2           | 0           | -                     | -                     | -                              | -                              | -                              | 2     | 0     |
| Sous-total            | Sous-total            | Sous-total            | 72          | 11          | 3                     | 1                     | -                              | 4                              | 0                              | 79    | 12    |
| 2017-2018             | UD Las Palmas         | Liga                  | 12          | 0           | 1                     | 0                     | -                              | -                              | -                              | 13    | 0     |
| Sous-total            | Sous-total            | Sous-total            | 12          | 0           | 1                     | 0                     | -                              | -                              | -                              | 13    | 0     |
| 2018-2019             | Hambourg SV           | 2. Bundesliga         | 2           | 0           | 1                     | 0                     | -                              | -                              | -                              | 3     | 0     |
| 2019-2020             | Hambourg SV           | 2. Bundesliga         | 14          | 1           | 2                     | 0                     | -                              | -                              | -                              | 16    | 1     |
| Sous-total            | Sous-total            | Sous-total            | 15          | 1           | 3                     | 0                     | -                              | -                              | -                              | 18    | 1     |
| 2020-2021             | Málaga CF             | LaLiga 2              | 23          | 1           | 3                     | 0                     | -                              | -                              | -                              | 26    | 1     |
| Sous-total            | Sous-total            | Sous-total            | 23          | 1           | 3                     | 0                     | -                              | -                              | -                              | 26    | 1     |
| Total sur la carrière | Total sur la carrière | Total sur la carrière | 211         | 29          | 16                    | 2                     | -                              | 13                             | 1                              | 240   | 32    |

## Palmarès

### En club
|  |  | Séville FC - Ligue Europa - Vainqueur : 2014 - Supercoupe de l'UEFA - Finaliste : 2014 |